# جزيرة جراند (فلم 2019)
جزيرة جراند (بالإنجليزية: Grand Isle) فيلم إثارة وأكشن أمريكي للمخرج ستيفن س.كامبانيللي لعام 2019. كتب الفيلم إيفر ويليام جالا، وريتش رونات، وقام بالبطولة نيكولاس كيج، وكادي ستريكلاند، ولوك بينوارد. صدر الفيلم إلى دور العرض الأمريكية في 3 يناير 2020.

## طاقم التمثيل
- نيكولاس كيج: في دور والتر
- كيلسي جرامر: في دور مفتش الشرطة جونز
- أوليفر تريفينا: في دور الضابط جاريت
- زولاي هيناو: في دور مفتشة الشرطة نيوتن
- كادي ستريكلاند: في دور فانسي
- لوك بينوارد: في دور بادي
- إميلي ماري بالمر: في دور ليزا
- بياتريس هيرنانديز: في دور باتي
- دنكان كيسي: في دور مذيع الاخبار (صوت)
- إيزابيلا جريس رورك: في دور فتاة الكشافة
- هالي ميلساب: في دور فتاة الكشافة[3]

## ملخص أحداث الفيلم
يعتقل بادي (لوك بينوارد)، هو أحد المحاربين القدامى في فيتنام، لارتكابه جريمة قتل لم يرتكبها. يشرح بادي للمحقق (كيلسي جرامر) أنه تولى مهمة إصلاح سياج في منزل والت (نيكولاس كيج)، وهو أيضًا من المحاربين القدامى، ويعيش مع زوجته شديدة الإثارة، فانسي (كادي ستريكلاند)، ولكن يبدو أنه غير مهتم بممارسة الجنس معها، وتوبخه فانسي دائماً بسبب افتقاره إلى الرجولة. يتناول بادي العشاء مع الزوجين، حيث تغازله فانسي، وبعد العشاء يحاول والت إقناع بادي بقتل فانسي، ومع تتابع الأحداث يتضح أن هذه خدعة.
يهاجم بادي والت ويقيده إلى كرسي، وبينما يغادر بادي وفانسي يقوم والت بتحذيره من أنه لا يمكن الوثوق بفانسي التي تسحب مسدساً. ينجح الزوجين في ضرب بادي حتى يفقد الوعي، ويتركه الاثنان مقيدًا في شاحنته، حيث تعثرت عليه الشرطة في النهاية.
يتأكد المحقق من قصة بادي ويطلق سراحه لزوجته التي تحزن لخيانته مع فانسي، وتتركه وتنتقل للعيش مع والدتها.
يظهر والت بعد فترة وهو يرتدي الزي العسكري، ويقوم باحتجاز زوجة بادي وابنته كرهينة. يطلب بادي من والت أخذه كرهينة بدلاً من أسرته. تحضر الشرطة، ويدعي والتر أن أفعاله هي ضد الحكومة لسوء معاملتها للمحاربين القدامى ويبدأ في إطلاق النار على الشرطة. في تبادل لإطلاق النار، يقتل والتر ويصاب بادي. بينما يتعافى بادي في المستشفى، تسامحه زوجته على أفعاله وتسمح له بحمل ابنته. يقرر الزوجان إصلاح علاقتهما.

## استقبال الفيلم
منح موقع الطماطم الفاسدة الفيلم تقييم مقداره 0% بناء على آراء 10 نقاد، ومنح موقع ميتاكريتيك الفيلم تقييم مقداره 29% بناء على آراء 4 نقاد.
قدم كريستيان لين من موقع «فورت ورث ويكلي Fort Worth Weekly» مقالة امتدح فيها تقلبات القصة واداء نيكولاس كيج، وكيلسي جرامر.
أعرب ديلان أندرسن من موقع «فيلم ثرت Film Threat» عن تقديره للفيلم، وكتب: «بشكل عام، لقد استمتعت بمشاهدته، مما جعله بالفعل أعلى من معظم الأفلام الموجودة حالياً. إذا كنت من محبي تمثيل كيج الغريب، أو تحتاج فقط إلى فيلم جديد في المساء، فهذا بالتأكيد يستحق المشاهدة»، ومنحه تقييمًا إيجابيًا قدره 6/10.
فاز الفيلم بجائزة «سبوت لايت Spotlight Award» في مهرجان لون ستار السينمائي، وحصل على تنويه خاص في مهرجان نوار فيلم Noir Film Festival.